# 崔重極
崔重極（？—？），北韓政治人物，官至朝鮮勞動黨中央委員會科學及教育部長、朝鮮社會科學院院長及最高人民會議代議員。

## 生平
崔重極的早期事跡不詳，資料的記載始於1963年。當年，他被任命為黨中央委員會的科學及教育副部長。翌年，轉為文藝部副部長。1967年，他晉升為科學及教育部長。同年，又在最高人民會議選舉中當選代議員。1972年成功連任。在隨後的一年，他又獲委任為社會科學院院長。1983年，他被調遷到朝鮮科學百科事典綜合出版社（조선과학백과사전종합출판사）當社長。此後，再沒有其消息。

## 資料來源
1. 1 2 3  .   [2014-02-15]. （原始内容存档于2020-04-03）.
2. 1 2  최중극(崔重極)[永久]